# Canal de Nuck

El canal de Nuck, descrito por primera vez por Anton Nuck en 1691, es una condición poco frecuente en donde existe una evaginación patente del peritoneo que se puede extender hasta los labios mayores en las mujeres. Es similar a un proceso vaginal patente en los hombres (véase hidrocele testicular, hernia inguinal ). Aunque son inusuales, algunas complicaciones que pueden surgir relacionadas al canal de Nuck son un quiste o hidrocele y tiene el potencial de convertirse en una hernia inguinal indirecta. La bolsa acompaña al gubernáculo durante el desarrollo de los órganos urinarios y reproductivos, más específicamente durante el descenso de los ovarios, y normalmente se cierra antes del nacimiento o poco después.[cita requerida]